# Conselho Evangélico de Responsabilidade Financeira
Conselho Evangélico de Responsabilidade Financeira (em inglês:   Evangelical Council for Financial Accountability) é uma organização cristã evangélica cujo objetivo é fortalecer a integridade financeira nas organizações e igrejas evangélicas. Sua sede é em Winchester (Virgínia), Estados Unidos.

## História
A organização teve origem em um convite para os evangélicos em 1977 do senador Mark Hatfield, membro do conselho da World Vision International, para fortalecer a integridade financeira de organizações e igrejas evangélicas. A organização foi fundada em 1979 em Washington pela World Vision International e pela Billy Graham Evangelistic Association. Em 2017, alegou ter 2.200 membros.

## Programas
As organizações e igrejas evangélicas membros passam por auditorias anuais de contabilidade. Membros que não respeitam os padrões de integridade perdem sua associação.